# Gama-astronomie

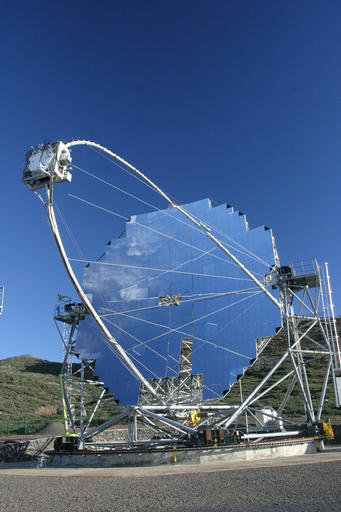
Magic – Čerenkovův teleskop
na Kanárských ostrovech

Gama astronomie (též astronomie gama záření) je odvětví astronomie zabývající se pozorováním vesmíru prostřednictvím záření gama. Zabývá se nejenergetičtějšími jevy ve vesmíru jako výbuchy supernov nebo akrečními disky okolo černých děr.

## Historie pozorování
Dříve, než bylo možné experimentálně zjistit přítomnost gama záření emitovaného z kosmických zdrojů, vědci věděli, že toto záření ve vesmíru existuje. Práce Feenberga a Primakova z roku 1948, Hayakawu a Hutchinsona z roku 1952 a hlavně Morrisona z roku 1958 vedly k závěru, že množství přírodních procesů, které se odehrávají ve vesmíru, má za následek emisi gama záření. Mezi tyto procesy patří například interakce kosmického záření s mezihvězdným plynem, výbuchy supernov a interakce energetických elektronů s magnetickým polem. Avšak až do 60. let 20. století nebylo možné gama záření zachytit.